# Pseudosubria triangula
Pseudosubria triangula är en insektsart som beskrevs av Sigfrid Ingrisch 1998. Pseudosubria triangula ingår i släktet Pseudosubria och familjen vårtbitare. Inga underarter finns listade i Catalogue of Life.